# Rój meteoroidów
Rój meteoroidów – strumień cząstek, drobinek lodu i pyłu powstały w wyniku powolnego rozpadu komet. Rój taki ciągnie się wzdłuż trajektorii komet, które tracąc swą materię w wyniku częstych przejść w pobliżu Słońca (przez tzw. peryhelium), ulegają stopniowemu rozpadowi i zniszczeniu. 
Gdy drobiny wchodzące w skład roju meteoroidów dostaną się do atmosfery ziemskiej, tworzą intensywne zjawisko „spadających gwiazd”, czyli roju meteorów.